# The Night Is Still Young (canción de Nicki Minaj)
«The Night Is Still Young» —literalmente en español: «La noche aún es joven»— es una canción interpretada por la cantante y rapera trinitense Nicki Minaj, incluida en su tercer álbum de estudio, The Pinkprint. Fue escrita por Minaj, Ester Dean, Lukasz Gottwald, Donnie Lewis, Theron Thomas y Henry Walter.
Este fue lanzado como sexto sencillo oficial del álbum The Pinkprint, el 12 de abril de 2015 de la fecha en la cual Minaj decidió lanzar este sencillo oficialmente en el Reino Unido. La canción contrae del género pop rap con tendencias electropop, mostrando el lado Pop de The Pinkprint. El vídeo oficial fue lanzado el día 22 de mayo del 2015 mediante la plataforma de steaming TIDAL. La canción debutó en la posición 93 del Billboard Hot 100 y alcanzó su pico más alto en la posición 31.
El día 26 de octubre de 2015 tras la actualización del sistema de la RIAA se supo que el sencillo ya había sobrepasado el millón de copias vendidas en Estados Unidos y había logrado obtener la certificación Platino.

## Posicionamiento en listas

### Semanales
| País            | Lista                   | Mejor posición |      |
| 2015            | 2015                    | 2015           | 2015 |
| --------------- | ----------------------- | -------------- | ---- |
| Canadá          | Canadian Hot 100        | 47             |      |
| Eslovaquia      | Singles Digitál Top 100 | 43             |      |
| Estados Unidos  | Billboard Hot 100       | 31             |      |
| Estados Unidos  | Rhythmic Songs          | 14             |      |
| Estados Unidos  | Pop Songs               | 14             |      |
| Estados Unidos  | Hot Rap Songs           | 6              |      |
| República Checa | Radio Top 100 Chart     | 46             |      |
| Suecia          | Sverigetopplistan       | 93             |      |
| Reino Unido     | UK R&B                  | 23             |      |

## Certificaciones
| País           | Organismo certificador | Certificación | Ventas    | Ref.   |
| -------------- | ---------------------- | ------------- | --------- | ------ |
| Estados Unidos | RIAA                   | 2x Platino    | 2 000 000 | [ 10 ] |

## Historial de estreno
| Región      | Fecha              | Formato                | Discográfica         |
| ----------- | ------------------ | ---------------------- | -------------------- |
| Reino Unido | 6 de abril de 2015 | Contemporary hit radio | Cash Money, Republic |